# Lichenochrus nasutus
Lichenochrus nasutus är en insektsart som beskrevs av Max Beier 1957. Lichenochrus nasutus ingår i släktet Lichenochrus och familjen vårtbitare. Inga underarter finns listade i Catalogue of Life.